# Claude Joseph Johnson
Pour les articles homonymes, voir Johnson.
Claude Joseph ("Dr. C. J.") Johnson, né le 16 mai 1913 et mort le 20 juillet 1990, est un pasteur chrétien baptiste américain et chanteur de musique gospel.

## Biographie
Il est né à Douglasville, en Géorgie, fils de Will (professeur de musique) et Cora Reid Johnson. La famille déménage vers Atlanta, Géorgie, en 1916. Après la mort de sa mère quand il est encore jeune, lui et ses deux sœurs sont élevés par leur grand-mère paternelle, Sarah Farley Jonhson.
Il est d'abord pasteur à l'âge de 12 ans, à l'église baptiste Antioch à Barnesville en Géorgie. Il sert ensuite dans 14 églises, dont l'église qu'il a fondé, l'église baptiste Missionnaire St. Joseph's. Il épouse Elizabeth Daniels, et ont deux garçons et deux filles.
Même s'il est actif en Géorgie depuis ses débuts, il n'est devenu célèbre qu'en 1964, quand il attire l'attention de Fred Mendelsohn (en), qui est à ce moment-là producteur exécutif de Savoy Records. Il enregistre au moins 19 albums. Même si la plupart des chansons qu'il a enregistré sont des chansons traditionnelles, 26 parmi celles-ci lui sont attribuées.

## Discographie partielle
- 1965 – You Better Run. Le titre est connu aussi sous "I'm Gonna Run to the City of Refuge"
- 1971 – Save a Seat for Me [1]
- 1988 – My Father's Work [2]
- 1990 – Father I Stretch My Hand to Thee
- 1990 – It's a Sin to Gamble
- 1990 – I Love Jesus
- 1995 – The Old Time Song Service